# Camacupa
Camacupa è una municipalità dell'Angola appartenente alla provincia di Bié. Ha 289.227 abitanti (stima del 2006) ed una superficie di 9.469 km².
Il principale comune è l'omonimo Camacupa.